# Philodromus hadzii
Philodromus hadzii är en spindelart som beskrevs av Silhavy 1944. Philodromus hadzii ingår i släktet Philodromus och familjen snabblöparspindlar.
Artens utbredningsområde är Makedonien. Inga underarter finns listade i Catalogue of Life.